# ینس کلمنسن
ینس کلمنسن (دانمارکی: Jens Klemmensen; ۲۳ فوریهٔ ۱۹۰۲ – ۱۷ فوریهٔ ۱۹۷۷) معمار اهل دانمارک بود.
از افتخارات وی میتوان به کسب مدال نقره برنامه‌ریزی شهری در بخش مسابقات هنری بازی‌های المپیک تابستانی ۱۹۳۲ اشاره کرد.